# Équipe d'Argentine de football à la Coupe du monde 1974
Cet article relate le parcours de l'équipe d'Argentine lors de la Coupe du monde de football 1974 organisée en Allemagne de l'Ouest du 13 juin au 7 juillet 1974.

## Effectif
Sélectionneur :  Juan Carlos Lorenzo
| No. | Pos.      | Joueur                | Date de naissance et âge | Sélec. | Club            |
| --- | --------- | --------------------- | ------------------------ | ------ | --------------- |
| 1   | Gardien   | Daniel Carnevali      | 4 décembre 1946          |        | Las Palmas      |
| 2   | Attaquant | Rubén Ayala           | 8 janvier 1950           |        | Atlético Madrid |
| 3   | Milieu    | Carlos Babington      | 20 septembre 1949        |        | Huracán         |
| 4   | Attaquant | Agustín Balbuena      | 1er septembre 1945       |        | Independiente   |
| 5   | Défenseur | Hugo Bargas           | 29 octobre 1946          |        | Nantes          |
| 6   | Milieu    | Miguel Ángel Brindisi | 8 octobre 1950           |        | Huracán         |
| 7   | Défenseur | Jorge Carrascosa      | 15 août 1948             |        | Huracán         |
| 8   | Milieu    | Enrique Chazarreta    | 29 juillet 1947          |        | San Lorenzo     |
| 9   | Défenseur | Rubén Glaria          | 10 mars 1948             |        | San Lorenzo     |
| 10  | Défenseur | Ramón Heredia         | 26 février 1951          |        | Atlético Madrid |
| 11  | Milieu    | René Houseman         | 19 juillet 1953          |        | Huracán         |
| 12  | Gardien   | Ubaldo Fillol         | 21 juillet 1950          |        | River Plate     |
| 13  | Attaquant | Mario Kempes          | 15 juillet 1954          |        | Rosario Central |
| 14  | Défenseur | Roberto Perfumo (c)   | 3 octobre 1942           |        | Cruzeiro        |
| 15  | Attaquant | Aldo Poy              | 14 septembre 1945        |        | Rosario Central |
| 16  | Défenseur | Francisco Sá          | 25 octobre 1945          |        | Independiente   |
| 17  | Milieu    | Carlos Squeo          | 4 juin 1948              |        | Racing          |
| 18  | Milieu    | Roberto Telch         | 6 novembre 1943          |        | San Lorenzo     |
| 19  | Milieu    | Néstor Togneri        | 27 novembre 1942         |        | Estudiantes     |
| 20  | Défenseur | Enrique Wolff         | 21 février 1949          |        | River Plate     |
| 21  | Gardien   | Miguel Ángel Santoro  | 27 février 1942          |        | Independiente   |
| 22  | Attaquant | Héctor Yazalde        | 29 mai 1946              |        | Sporting CP     |

## Phase finale

### Premier tour

#### Groupe 4
| Équipe    | Pts | J | G | N | P | BP | BC | D   |
| --------- | --- | - | - | - | - | -- | -- | --- |
| Pologne   | 6   | 3 | 3 | 0 | 0 | 12 | 3  | +9  |
| Argentine | 3   | 3 | 1 | 1 | 1 | 7  | 5  | +2  |
| Italie    | 3   | 3 | 1 | 1 | 1 | 5  | 4  | +1  |
| Haiti     | 0   | 3 | 0 | 0 | 3 | 2  | 14 | −12 |

| 15 juin 1974 | Pologne                   | 3–2 | Argentine                   | Neckarstadion, Stuttgart                                       |                                                                |
| 18:00 CET    | Lato 7e 62e · Szarmach 8e |     | Heredia 60e · Babington 66e | Spectateurs : 31 500 Arbitrage : Clive Thomas (pays de Galles) | Spectateurs : 31 500 Arbitrage : Clive Thomas (pays de Galles) |
| 18:00 CET    | Rapport                   |     |                             | Spectateurs : 31 500 Arbitrage : Clive Thomas (pays de Galles) | Spectateurs : 31 500 Arbitrage : Clive Thomas (pays de Galles) |

| 19 juin 1974 | Argentine    | 1–1 | Italie            | Neckarstadion, Stuttgart                                |                                                         |
| 19:30 CET    | Houseman 20e |     | Perfumo 35e (csc) | Spectateurs : 68 900 Arbitrage : Pavel Kazakov (Russie) | Spectateurs : 68 900 Arbitrage : Pavel Kazakov (Russie) |
| 19:30 CET    | Rapport      |     |                   | Spectateurs : 68 900 Arbitrage : Pavel Kazakov (Russie) | Spectateurs : 68 900 Arbitrage : Pavel Kazakov (Russie) |

| 23 juin 1974 | Argentine                                  | 4–1 | Haiti     | Olympiastadion, Munich                                          |                                                                 |
| 16:00 CET    | Yazalde 15e 68e · Houseman 18e · Ayala 55e |     | Sanon 63e | Spectateurs : 24 000 Arbitrage : Pablo Sánchez Ibáñez (Espagne) | Spectateurs : 24 000 Arbitrage : Pablo Sánchez Ibáñez (Espagne) |
| 16:00 CET    | Rapport                                    |     |           | Spectateurs : 24 000 Arbitrage : Pablo Sánchez Ibáñez (Espagne) | Spectateurs : 24 000 Arbitrage : Pablo Sánchez Ibáñez (Espagne) |

### Deuxième tour

#### Groupe A
| Équipe             | Pts | J | G | N | P | BP | BC | D  |
| ------------------ | --- | - | - | - | - | -- | -- | -- |
| Pays-Bas           | 6   | 3 | 3 | 0 | 0 | 8  | 0  | +8 |
| Brésil             | 4   | 3 | 2 | 0 | 1 | 3  | 3  | 0  |
| Allemagne de l'Est | 1   | 3 | 0 | 1 | 2 | 1  | 4  | −3 |
| Argentine          | 1   | 3 | 0 | 1 | 2 | 2  | 7  | −5 |

| 26 juin 1974 | Pays-Bas                            | 4–0 | Argentine | Parkstadion, Gelsenkirchen                             |                                                        |
| 19:30 CET    | Cruyff 11e 90e · Krol 25e · Rep 73e |     |           | Spectateurs : 55 348 Arbitrage : Bob Davidson (Écosse) | Spectateurs : 55 348 Arbitrage : Bob Davidson (Écosse) |
| 19:30 CET    | Rapport                             |     |           | Spectateurs : 55 348 Arbitrage : Bob Davidson (Écosse) | Spectateurs : 55 348 Arbitrage : Bob Davidson (Écosse) |

| 30 juin 1974 | Argentine    | 1–2 | Brésil                       | Niedersachsenstadion, Hanovre                            |                                                          |
| 16:00 CET    | Brindisi 35e |     | Rivelino 32e · Jairzinho 49e | Spectateurs : 38 000 Arbitrage : Vital Loraux (Belgique) | Spectateurs : 38 000 Arbitrage : Vital Loraux (Belgique) |
| 16:00 CET    | Rapport      |     |                              | Spectateurs : 38 000 Arbitrage : Vital Loraux (Belgique) | Spectateurs : 38 000 Arbitrage : Vital Loraux (Belgique) |

| 3 juillet 1974 | Argentine    | 1–1 | Allemagne de l'Est | Parkstadion, Gelsenkirchen                                |                                                           |
| 19:30 CET      | Houseman 20e |     | Streich 14e        | Spectateurs : 53 054 Arbitrage : Jack Taylor (Angleterre) | Spectateurs : 53 054 Arbitrage : Jack Taylor (Angleterre) |
| 19:30 CET      | Rapport      |     |                    | Spectateurs : 53 054 Arbitrage : Jack Taylor (Angleterre) | Spectateurs : 53 054 Arbitrage : Jack Taylor (Angleterre) |